# Le Ciel, les Oiseaux et... ta mère !
Pour plus de détails, voir Fiche technique et Distribution.
Le Ciel, les Oiseaux et... ta mère ! est une comédie française de Djamel Bensalah, sortie en 1999.

## Synopsis
Grâce à un concours vidéo qu'ils viennent de remporter, Youssef, Stéphane, Christophe et Mike, quatuor inséparable qui vit depuis toujours dans une banlieue de la région parisienne, part pour un mois dans le Sud-Ouest de la France.
C'est la première fois qu'ils sortent de leur cité. Ils se retrouvent à Biarritz, se promettant fous rires, délires, drague et farniente.
Mais ils ne dégusteront en fait que la saveur des lendemains qui déchantent.
Leur personnalité d'adulte se révélera au contact d'un monde qu'ils ne connaissent et ne maîtrisent pas.

## Fiche technique
- Titre : Le Ciel, les Oiseaux et... ta mère !
- Titre anglais : Boyz On the Beach
- Titre américain : Homeboys on the Beach
- Titre international : The Sky, the Birds and... Yo' Mamma!
- Réalisation : Djamel Bensalah
- Scénario : Djamel Bensalah et Gilles Laurent
- Producteurs : Didier Creste, Joël Leyendecker, Jean-Louis Livi et Nicolas Vannier
- Sociétés de production : Orly Films, Canal +, Extravaganza Films, France 2 Cinéma, SEDIF Productions et les SOFICA, Gimages et Sofinergie 4
- Sociétés de distribution : AFMD (France), ventes internationales : Orly Films
- Producteur associé : Pierre-Francois Racine
- Production exécutive : Yann Gilbert
- Musique : Enfaz et Romaric Laurence
- Supervision musicale : Valérie Albert et Jean-Luc Fauvel
- Photographie : Martin Legrand
- Costumes : Thierry Delettre
- Maquillage : Dany Beugin
- Décors : Gérard Marcireau, Mélick Marcireau, Yann Purcell, Olivier Radot et Thomas Viscogliose
- Montage : Fabrice Rouaud
- Pays de production :  France
- Langue : français
- Format : couleur - Son Dolby
- Genre :  comédie, buddy movie
- Durée : 90 minutes
- Budget : 1.5M€[1]
- Box-office Europe : 1 284 837 entrées[2]
- Lieux de tournage[3] : 
  - Pyrénées-Atlantiques : Anglet, Biarritz, Bidart, Saint-Jean-de-Luz et Ciboure
  - Landes : Tarnos (hypermarché Mammouth)[4]
  - Seine-Saint-Denis : Lycée Paul-Éluard (Saint-Denis)
- Dates de sortie :
  - France et Belgique : 20 janvier 1999
  - Royaume-Uni : 22 octobre 1999

## Distribution
- Jamel Debbouze : Youssef
- Stéphane Soo Mongo : Stéphane
- Lorànt Deutsch : Christophe
- Julien Courbey : Mike
- Olivia Bonamy : Lydie
- Marie Roversi : Christelle
- Jessica Beudaert : Dora
- Julia Vaidis-Bogard : Léa
- Sam Karmann : le contrôleur de bus
- Jean-Louis Livi : le préfet
- Charley Fouquet : la rollerwoman
- Anne-Charlotte Guillot, Beatrice Rosen et Ludivine Rosenblat : les filles qui dansent
- Ramzy Bedia : le présentateur
- Éric Judor : le journaliste
- Dany Beugin : la concierge
- Jean-Yves Gondelaud : le voisin
- Fabien Langeraert, Olivier Saint-Jours et Romuald Jonqua : les surfeurs
- Frédéric Amico : le jeune homme
- Momo Debbouze : le client du café

## Autour du film
- Premier long métrage pour Djamel Bensalah.
- Premier rôle au cinéma pour le duo Éric et Ramzy.
- Le film parodie ponctuellement le film Bernie réalisé en 1996 par Albert Dupontel[5].
- Ludivine Sagnier, pourtant créditée au générique, n'a jamais participé au film[6].
- Le titre du film est inspiré de la chanson de François Delguelt "Le ciel, le soleil et la mer" sorti en 1965.